# Autopista de la informació
Una autopista de la informació és una xarxa informàtica, de grans dimensions i capacitat, sobre la qual circula tota mena d'informació, especialment informació multimèdia. Permet la transmissió de textos, imatges i sons. Se sol utilitzar, erròniament com a sinònim d'Internet, encara que el seu significat és més ampli.
Es comença a parlar de les autopistes de la informació al principi dels anys 90, amb l'accés massiu a la xarxa que tingué lloc a partir del 1991, encara que no en tots els països ni tampoc totes les persones. Al Gore va ser una de les primeres veus destacades en parlar de les autopistes de la informació, quan a la Conferència Mundial de Desenvolupament de les Telecomunicacions de 1994 va fer una crida a la col·laboració "conjunta de governs, empresaris i institucions financeres multilaterals", per construir una "xarxa de xarxes" que facilités l'intercanvi d'informació en el món. Gore fou el promotor del projecte conegut amb el nom d'"autopistes de la informació", que hauria de permetre un substancial avenç en el marc de les comunicacions per ràdio i televisió, i facilitar que hospitals, col·legis, biblioteques o centres meteorològics situats en diferents parts de la planeta compartissin coneixements i arxius fonamentals per a l'educació, la salut i la prevenció de castàstrofes i necessaris per aconseguir un creixement més harmònic de la humanitat. En aquell moment, a les acaballes de segle xx, s'esperava que aquesta gran autopista electrònica de la informació comportés una veritable democratització i universalització de les cultures.